# 샤샤 (아트박스)
샤샤(영어: Shasha/Sasha)는 아트박스의 과거 캐릭터 중 하나이다. 별빛을 받은 네잎클로버에서 태어났다고 한다.

## 모습
토끼 소녀이다. 정확히는 토끼 옷을 입은 사람인 것으로 보인다.

## 상품
- 봉제인형 (2001년)
- 신모습 키링, 문구 등의 굿즈 (2023년경 추정)

## 등장 게임
주로 플래시 게임에 등장한다.

### 나의 사랑을 받아줘
플레이어의 조작 대상이 되어 그녀의 남친이 하트를 받지 못하게 한다.

### 넘어올 듯 말 듯한 그의 마음을 뚫자!
샤샤의 남친을 클릭하여 하트를 터트리면 점수가 추가된다.

### 팥빙수 만들기
주인공으로 등장하며, 마지막에는'시원한 여름 보내~'라고 말한다.

### 나 찾아봐라!
볼살이 통통한 모습으로 등장한다.

### 삐뽀삐뽀 샤샤구급대
토끼가 다쳐서 이송해주는 간호사로 등장한다.

### 벽돌깨기
하트로 벽돌을 깨뜨려서 그녀가 남친과 만나게 할 수 있다.

### 발렌타인데이 쵸코렛을 잡아라!
공주병 모습으로 등장한다. 다른 샤샤들은 초콜릿을 든 모습으로 등장한다.

### 방아 찧기 게임
남친이 방아를 찧어 시간이 끝날 경우 떡을 많이 만들면 기뻐하고, 적게 만들 경우 슬퍼하는 모습으로 나온다.

### 내 사탕을 돌려줘잉!
자신의 사탕을 뺏어간 토끼 몰래 사탕을 가져가서 남친에게 사탕을 받는다.

## 기타
- 현재의 아트박스 캐릭터가 보스(갈라파고스 프렌즈)라면, 과거의 아트박스 캐릭터는 샤샤이다.
- 현재의 모습은 과거의 모습과는 너무 달라져서 진짜 샤샤인지 불명이라는 말도 있다. 과거에는 토끼 옷을 입은 사람의 모습이지만 현재는 털이 뽀송한 토끼로 바뀐 것으로 추정된다.
- 뽀로로보단 선배 캐릭터였다.